# Chisum
Chisum – amerykański western z roku 1970.

## Obsada
- John Wayne jako John Chisum
- Forrest Tucker jako Lawrence Murphy
- Christopher George jako Dan Nodeen
- Ben Johnson jako James Pepper
- Glenn Corbett jako Pat Garrett
- Andrew Prine jako Alex McSween
- Bruce Cabot jako Sheriff Brady
- Patric Knowles jako Henry Tunstall
- Richard Jaeckel jako Jess Evans
- Lynda Day George jako  Sue McSween
- Geoffrey Deuel jako Billy "The Kid" Bonney
- Pamela McMyler jako Sallie Chisum
- John Agar jako Amos Patton
- Lloyd Battista jako Neemo
- Robert Donner jako Morton
- Ray Teal jako Justice J.B. Wilson
- Edward Faulkner jako James Dolan
- Ron Soble jako Charlie Bowdre
- John Mitchum jako Baker
- Glenn Langan jako pułkownik Nathan Dudley
- Alan Baxter jako gubernator Samuel Beach Axtell
- Alberto Morin jako Juan Delgado
- William Bryant jako Jeff
- Pedro Armendáriz Jr. jako Ben
- Christopher Mitchum jako Tom O'Folliard
- John Pickard jako sierżant Braddock
- Abraham Sofaer jako wódz Komanczów Biały Bizon
- Gregg Palmer jako Karl Riker
- Hank Worden jako kierownik stacji w Elwood
- Pedro Gonzalez Gonzalez jako meksykański rancher